# Peintre de Micali

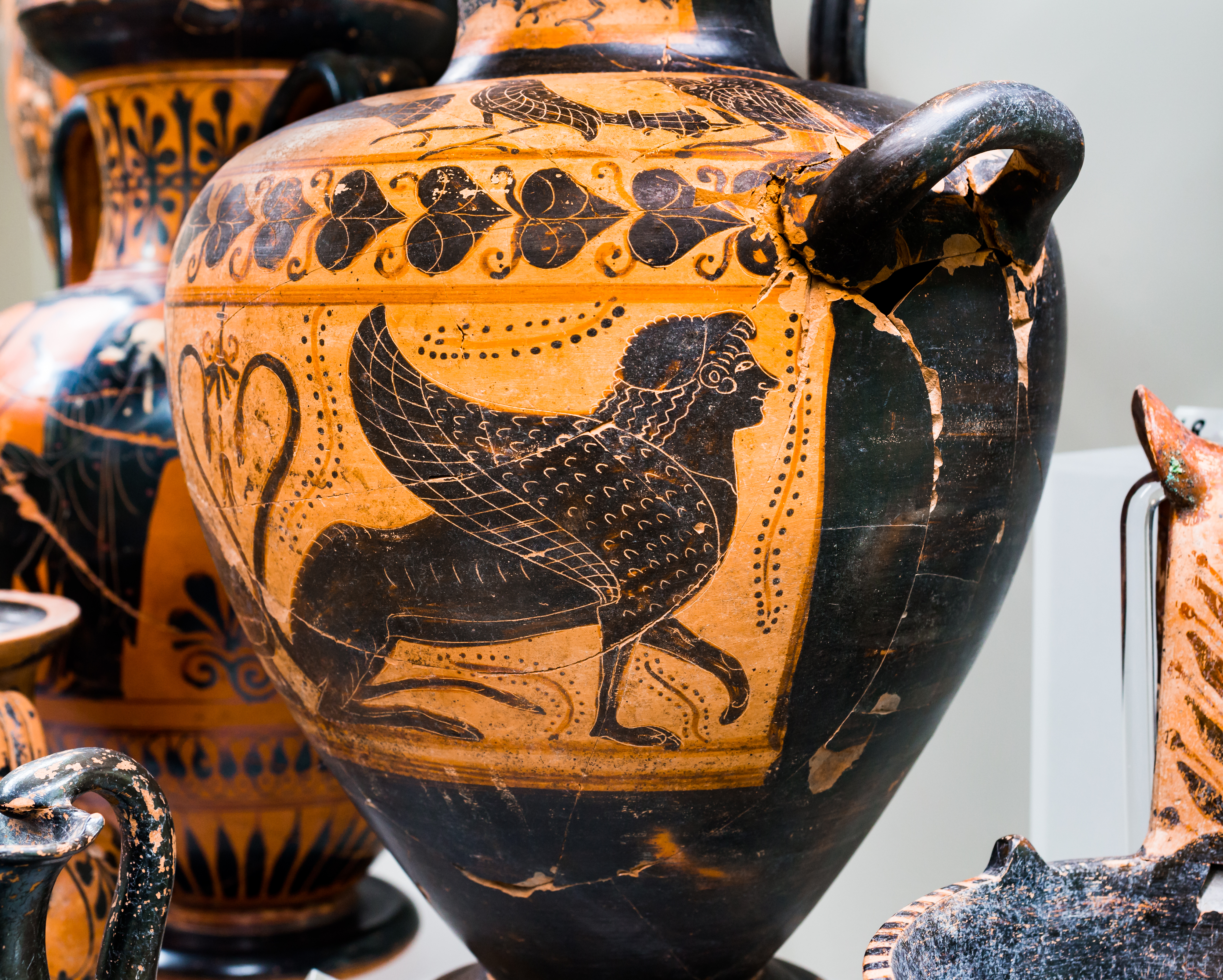
Sphinge. Hydrie du peintre de Micali, provenant de Vulci, nécropole de l’Osteria, tombe des vases du peintre de Micali, fouilles de 1998. Rome, Musée national étrusque de la villa Giulia.

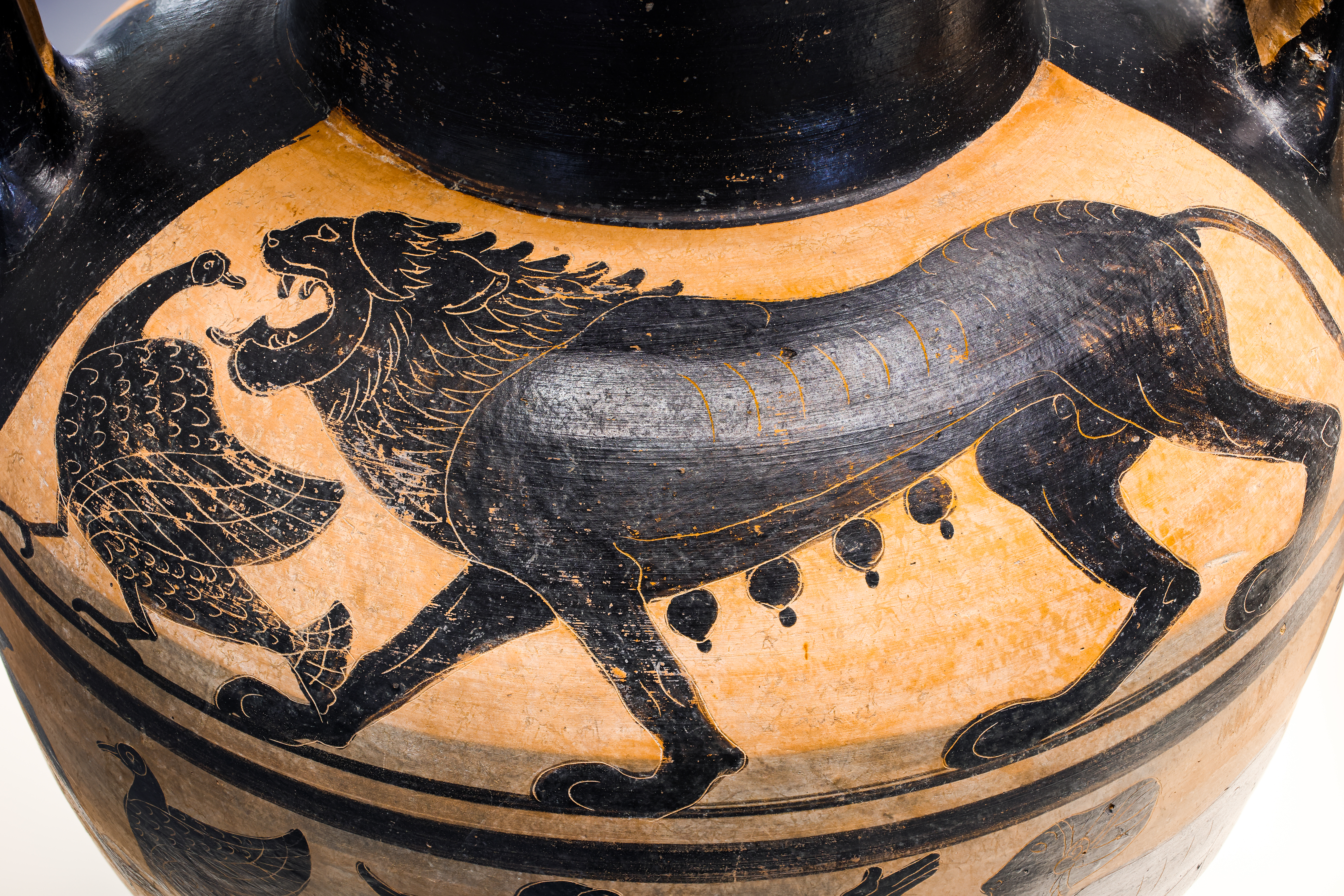
Lionne et oiseau. Épaule d'une amphore à col. Würzburg, Martin von Wagner Museum L 796 / HA 19.

Le peintre de Micali est un peintre de vases étrusque de la fin du VIe  et des premières années du Ve siècle av. J.-C. Il a peint des vases à figures noires. Il tire son nom de convention de l'archéologue italien Giuseppe Micali (1768-1844), qui a été le premier à reconnaître la même main dans un certain nombre de vases. Il semble avoir été actif à Vulci.